# Campionat de Zúric 1969
L'edició del 1969 fou la 54a del Campionat de Zuric. La cursa es disputà el 4 de maig de 1969, pels voltants de Zúric i amb un recorregut de 261 quilòmetres. El vencedor final fou el belga Roger Swerts, que s'imposà per davant de Eddy Beugels i Roger De Vlaeminck.

## Classificació final
|    | Ciclista              | Equip                 | Temps      |
| -- | --------------------- | --------------------- | ---------- |
| 1  | Roger Swerts          | Faemino-Faema         | 6h 49' 35" |
| 2  | Eddy Beugels          | Mercier-BP-Hutchinson | m. t.      |
| 3  | Roger De Vlaeminck    | Flandria              | + 30"      |
| 4  | Eddy Merckx           | Faemino-Faema         | + 53"      |
| 5  | Gianni Motta          | Sanson-Campagnolo     | m. t.      |
| 6  | Gerard Vianen         | Caballero             | m. t.      |
| 7  | Peter Post            | Willem II-Gazelle     | + 1'05"    |
| 8  | Guido Reybrouck       | Faemino-Faema         | + 1'18"    |
| 9  | Wim Schepers          | Caballero             | m. t.      |
| 10 | Daniel Van Rijckeghem | Mann-Grundig          | m. t.      |